# Camnet Internet Service
Camnet Internet Service — камбоджийская государственная телекоммуникационная компания. Находится в ведении Министерства почты и телекоммуникаций Камбоджи. Учреждена компанией «Телеком Камбоджа» и правительством Камбоджи в мае 1997 года при поддержке Международного научно-исследовательского центра развития (Канада). Является первым интернет-провайдером в Камбодже. Главный офис компании расположен в Пномпене.